# Toxomantis westwoodi
Toxomantis westwoodi är en bönsyrseart som beskrevs av John Obadiah Westwood 1889. Toxomantis westwoodi ingår i släktet Toxomantis och familjen Toxoderidae. Inga underarter finns listade i Catalogue of Life.